# Mumbo jumbo (TV-program)
Mumbo jumbo är ett humorprogram i TV4 under ledning av komikern Daniel Norberg. Tillsammans med Louise Nordahl, Christian Åkesson och Shanthi Rydwall Menon utgör de ensemblen. Programmet innehåller kändisimitationer, sketcher och parodier på aktuella händelser. Programmet består både av en studiodel inspelad inför publik och av inslag i form av sketcher och parodier, främst på svenska tv-program.
En andra säsong av programmet hade premiär 18 oktober 2019 och gästades av bland andra Markoolio.
En tredje säsong hade premiär den 16 oktober 2020 och gästades av Margaux Dietz, David Batra, Hampus Hedström, Ellen Bergström och Henrik Kruusval.
Den fjärde säsongen hade premiär den 22 oktober 2021 och gästades av Per Andersson, Carolina Gynning, Keyyo, Clara Henry, Özz Nûjen, Tareq Taylor, Antonija Mandir, Bianca Kronlöf, Ellen Bergström och Hampus Hedström. Denna säsong gjordes programmet om till en topplista som rankade veckans hetaste snackisar.